# Ich Bogdyn nuruu
Ich Bogdyn nuruu (Ich Bogd; mong.: Их Богдын нуруу, dosł. „wielka święta góra”) – masyw górski w południowej Mongolii (ajmak bajanchongorski), część Ałtaju Gobijskiego. Rozciąga się z północnego zachodu na południowy wschód na długości ok. 70 km. Najwyższy szczyt, Ich Bogd uul, osiąga wysokość 3957 m n.p.m. i jest równocześnie najwyższym wzniesieniem Ałtaju Gobijskiego. Górne części grzbietu są płaskie, pochylone z zachodu na wschód; poniżej występują kary i doliny polodowcowe. Mimo dużej wysokości latem pokrywy śnieżnej nie ma. Nie występują także lasy. Górne części Ich Bogdyn nuruu są wykorzystywane jako pastwiska letnie, dolne zaś – jako pastwiska zimowe. 
4 grudnia 1957 roku w masywie nastąpiło trzęsienie ziemi o sile 8,1 stopni w skali Richtera (lub 11 stopni w skali Mercallego), w wyniku którego powstały dwie strefy szczelin o długości 200–300 km każda, w których utworzyły się następnie uskoki o amplitudzie pionowego przesunięcia 5–7 m. Wstrząs był odczuwalny na terenie 5 mln km² (północ Chin, Mongolia oraz południe Syberii). Poważne zniszczenia były notowane na terenie 300 tysięcy km².